# Puellina orientalis
Puellina orientalis är en mossdjursart som beskrevs av Harmelin och Aristegui 1987. Puellina orientalis ingår i släktet Puellina och familjen Cribrilinidae.

## Underarter
Arten delas in i följande underarter:
- P. o. azorensis
- P. o. lusitanica
- P. o. orientalis